# Paula Preradović
Paula Preradović, verehelichte Molden (* 12. Oktober 1887 in Wien als Paula von Preradović; † 25. Mai 1951 ebenda), war eine österreichische Lyrikerin und Schriftstellerin. Während des Zweiten Weltkrieges war sie im Umfeld des Widerstandes aktiv. Sie ist heute vor allem als Verfasserin des Textes der österreichischen Bundeshymne bekannt.

## Leben
Als Enkelin des kroatischen Nationaldichters und k.u.k. Offiziers Petar Preradović in Wien geboren, übersiedelte sie mit ihrem Vater Dušan Preradović (1854–1920), Historiker, der dort als k.u.k. Marineoffizier stationiert war, und ihrer Mutter Helene, geb. Freiin Falke von Lilienstein, im Alter von zwei Jahren nach Pola in Istrien, dem damaligen Haupthafen der k.u.k. Kriegsmarine. Dort und in Dalmatien wuchs sie an der Adria auf. Sie hatte vier Geschwister, darunter den Schriftsteller Petar von Preradović (1891–1941). Ein Neffe (über den ältesten Bruder Ivo) war der Historiker und Publizist Nikolaus Preradovich.
Paula besuchte zunächst die deutschsprachige Marinevolksschule in Pola und von 1900 an das Institut der Englischen Fräulein in St. Pölten in Niederösterreich. Dort lernte sie auch Enrica von Handel-Mazzetti kennen. Sie legte die Staatsprüfung in modernen Sprachen und die Matura ab. Bereits in frühen Jahren interessierte sie sich für Lyrik, ab 1905 nahm sie am literarischen Leben teil.
1913 begann sie in München eine Ausbildung zur Krankenpflegerin. Nach dem Beginn des Ersten Weltkrieges, 1914, stellte sie sich dem Kriegsspital an der Wiener Universität zur Verfügung.
1916 heiratete sie den Diplomaten, Journalisten und Historiker Ernst Molden, der Redakteur der Neuen Freien Presse war. Das Paar lebte zeitweilig in Kopenhagen und Den Haag, ab 1920 wieder dauerhaft in Wien und hatte zwei Söhne, Otto Molden und Fritz Molden.
In den 1930er Jahren näherte sie sich erneut dem Katholizismus an. Der Literaturwissenschaftlerin Mirjana Stančić zufolge hatte sie eine liberale Gesinnung.
Im Zweiten Weltkrieg war die österreichische Patriotin mit ihrem Mann im Widerstand gegen den Nationalsozialismus aktiv und beteiligte sich an der Bildung des „Provisorischen österreichischen Nationalkomitees“ (O5). Insbesondere ihr Sohn Fritz war aktiver Widerständler.
Nach dem Attentat vom 20. Juli 1944 wurde sie das erste Mal von der Gestapo verhaftet, dann wieder auf freien Fuß gesetzt. Von März bis April 1945 verbrachte sie weitere Zeit in Haft. Ursprünglich sollte sie ins KZ Mauthausen deportiert werden, eine Epidemie brachte ihr aber unverhofft die Freilassung. Nach 1945 veröffentlichte sie zu den letzten Kriegsjahren Autobiografisches.

## Werk

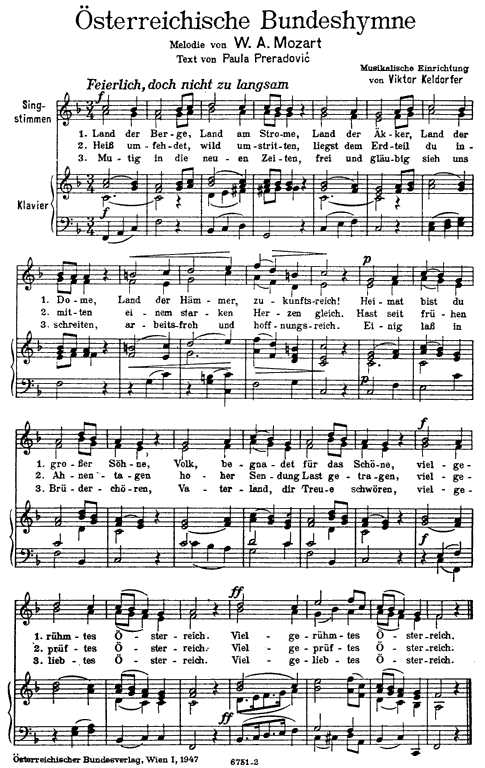
Land der Berge, Land am Strome in der von der Bundesregierung abgeänderten, bis Ende 2011 gültigen Version als Österreichische Bundeshymne

Paula Preradović begann schon in ihrer Jugend Lyrik zu schreiben und veröffentlichte ab den späten 1920er Jahren mehrere Gedichtbände, zunächst über die Schönheit der Heimat; in ihrem letzten Gedichtband aber auch über die Zeitgeschichte. Ab den späten 1930er Jahren entstanden auch Prosawerke, vor allem der einzige und erfolgreiche Roman Pave und Pero. In ihm verarbeitete die Autorin Teile des Schriftwechsels zwischen ihrem Großvater Petar Preradović (Pero) und seiner ersten Frau Paolina de Ponte (Pave), die einem italienisch-istrischen Geschlecht entstammte.
1946 nahm Preradović auf Bitten des damaligen Unterrichtsministers Felix Hurdes am Wettbewerb für eine neue österreichische Volkshymne teil. Das von ihr eingereichte Gedicht Land der Berge, Land am Strome wurde in Abstimmung mit ihr, nach leichten Abänderungen durch die Bundesregierung, am 25. Februar 1947 vom Ministerrat zum Text der Österreichischen Bundeshymne der Republik Österreich erklärt.
Mit 1. Jänner 2012 trat das Bundesgesetz über die Bundeshymne der Republik Österreich in Kraft, mit dem nicht nur erstmals die Bundeshymne in Gesetzesrang gehoben wurde, sondern sie insbesondere eine „geschlechtergerechte Änderung“ erfahren hat. Die Zeile „Heimat bist du großer Söhne“ wurde zu „Heimat großer Töchter und Söhne“, und die Zeile „Einig laß in Brüderchören“ wurde geschlechtsneutral zu „Einig laß in Jubelchören“ abgeändert.
Lyrik
- Südlicher Sommer, Verlag Kösel/Pustet, München 1929
- Dalmatinische Sonette, Paul Zsolnay Verlag, Berlin/Wien/Leipzig 1933
- Lob Gottes im Gebirge, Verlag Pustet, Salzburg/Leipzig 1936
- Ritter, Tod und Teufel, Österreichische Verlagsanstalt, Innsbruck 1946

Prosa
- Ein Jugendreich. Die Neuland-Schulsiedlung in Grinzing-Wien (1938)
- Pave und Pero. Kroatischer Roman (1940)
- Wiener Chronik, 1945
- Hans Leifhelm (Nachruf in: Wort und Wahrheit 2, 1947)
- Gesamtwerk eines Lyrikers (Nachruf auf Heinrich Suso Waldeck in: Wort und Wahrheit 3, 1948)
- Königslegende, 1950
- Die Versuchung des Columba, 1951
- Tagebuch, veröffentlicht 1995

postum / Sammlungen
- Kindheit am Meer (fragmentarisch, autobiographischer Roman)
- Ernst Molden (Hrsg.): Paula von Preradović: Gesammelte Gedichte. 3 Bände, Österreichische Verlagsanstalt, Innsbruck 1951 f.
  - Band 1: Verlorene Heimat. 1951.
  - Band 2: Schicksalsland. 1952.
  - Band 3: Gott und das Herz. 1952.

## Ehrungen

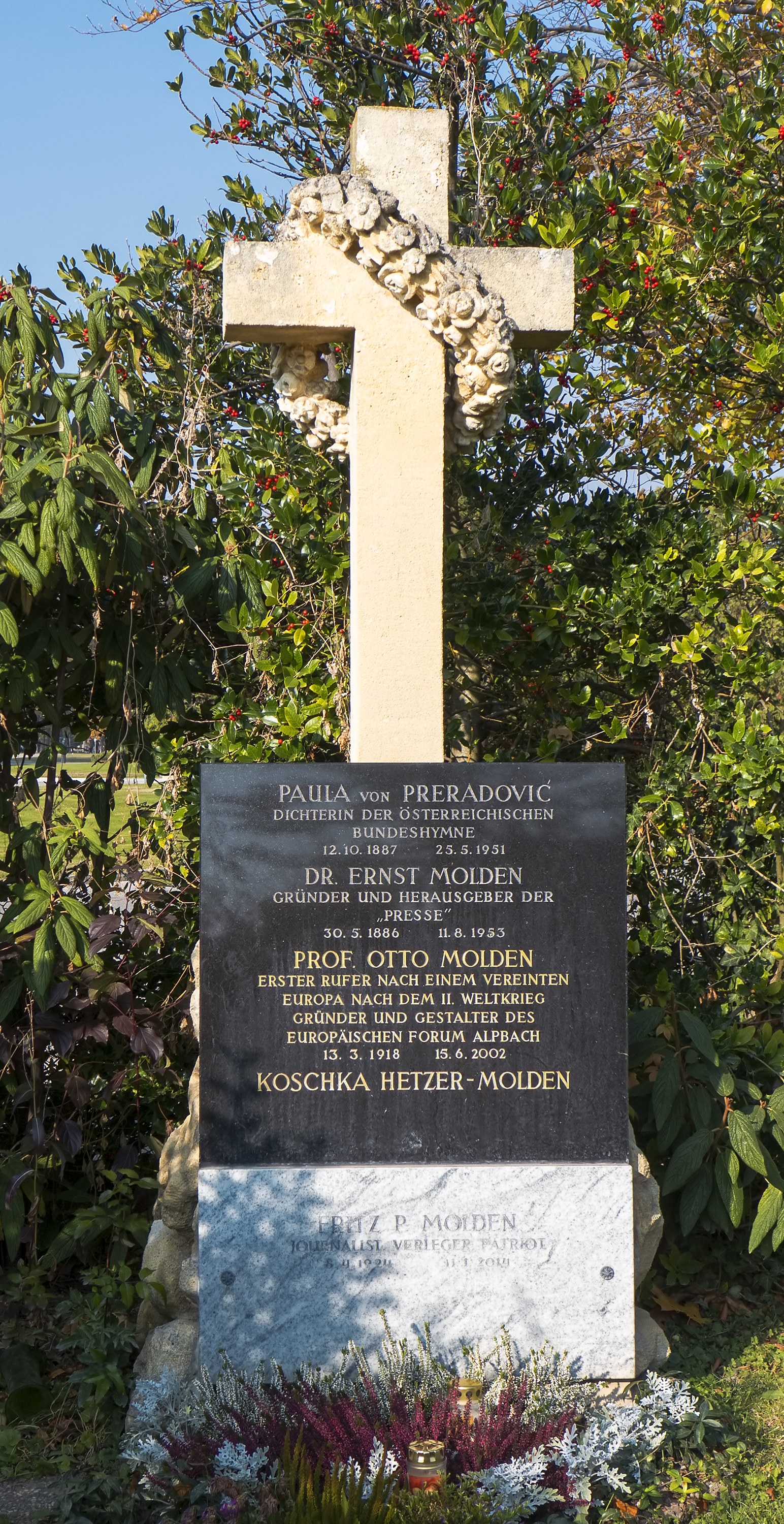
Grabstätte auf dem Wiener Zentralfriedhof

Gedenktafel am Haus Osterleitengasse 7

Die Dichterin ruht in einem Ehrengrab auf dem Wiener Zentralfriedhof (Gruppe 32 C, Nummer 42) neben ihrem Gatten. Im Grab, das sich unmittelbar neben der Gruft der Bundespräsidenten befindet, wurden später auch ihre Söhne Otto Molden und Fritz Molden bestattet.
An ihrem ehemaligen Wohnhaus in Oberdöbling, in der Osterleitengasse 7, im 19. Wiener Gemeindebezirk, wo sie von 1924 bis zu ihrem Tod lebte, wurde eine Gedenktafel angebracht. 1954 wurde die Preradovicgasse in Penzing, dem 14. Wiener Bezirk, nach ihr benannt.
1996 wurde eine Sonderpostmarke herausgebracht.